# المحطة (حي)
حي المحطة، هو أحد أحياء العاصمة الأردنية عمان، تحديدا في عمان الشرقية، يقع الحي ضمن منطقة ماركا، حسب تقسيم أمانة عمان الكبرى، سبب التسمية هو وجود محطة عمان في هذا الحي، إحدى محطات الخط الحديدي الحجازي ، يقع الحي بين كلا من جبل النصر والهاشمي الشمالي والجنوبي، من أشهر المعالم، محطة عمان، مجمّع المحطة، شارع الجيش.